# 公用电视
公用電視或公共近用電視（英語：Public-access Television），也被稱為“社區近用電視”，在傳統上是一種非商業性的大眾媒體；公眾可以製作電視節目內容，並通過有線電視的專業頻道進行窄播。公用電視於1969年至1971年期間在美國興起，由時任聯邦通訊委員會主席的迪安·伯奇所領導；而主要倡導者和內容製作者則包括喬治·斯通尼、非主流媒體中心（Alternate Media Center）的瑞德·伯恩斯和紐約城市俱樂部（City Club of NY）的西德尼·迪恩（Sidney Dean）等人。
公用電視通常與公共、教育和政府近用頻道視為同一類別電視。
2020年，社區媒體聯盟列舉了美國運營公用電視或公共、教育和政府近用電視的1600多個組織。

## 概念區別
在美國，通常由公共廣播電視公司負責製作公共電視節目，並提供精心策劃與專業製作內容的教育電視節目。但它並不是公用電視，且與僅在有線電視平台播出的公共、教育和政府近用頻道毫無關係。儘管公共廣播電視公司下轄的一些非商業教育電視台和公共、教育和政府近用頻道中的“教育”有一些相似之處，但公共廣播電視公司本身幾乎與公用電視沒有任何相似之處。
公共廣播電視公司幾乎不會製作當地內容的本地節目，相反它們通過衛星電視向各地播送面向全國觀眾的節目內容。美國公民也幾乎沒有權力使用公共廣播電視公司會員電視台的演播室等設施，同時社區節目內容製作者也沒有資格使用這些會員電視台的廣播頻率進行節目播送。但是，某些大學或技術學院的學生可以使用他們學校所擁有的會員電視台。例如：密爾沃基的密爾沃基地區技術學院就擁有兩個會員電視台，因此該學院的學生可以在聯邦通訊委員會的指導下擁有有限的節目製作權以在公共電視播出並為自己累積製作經驗。這些節目的品質與公共、教育和政府近用頻道形成了鮮明對比，因為公共、教育和政府近用頻道大部分內容都是在當地製作，特別是與所在社區原創演播室設施合作。就“公共”部分而言，公用電視的製作設施和播出頻道都是未經管理的自由言論區；同時，任何人都可以免費或支付極少的費用而使用這些服務。
由於公用電視的53%至60%收入來自私人用戶的捐款或贈款， 因此大多數公用電視不得不製作播出大量籌款、承諾及電視馬拉松類節目來募款，所以可能會擾亂這些電視台的定期節目表。而公共廣播電視公司則享受美國聯邦政府的資助。
公共、教育和政府近用頻道通常由有線電視公司通過有線電視特許經營費、會員費、贈款和捐款所獲得的收入提供資金。

## 細分類別
公共、教育和政府近用電視是指三種不同的有線電視窄播和專業頻道。 公共近用電視於1969年至1971年期間由聯邦通訊委員會根據《1984年有線傳播政策法》而設立，目前該法律已彙編入《美國法典第47编 § 第531節》。 公共、教育和政府近用電視的細分類別包括：
- 公共近用電視：一般是不受編輯控制並在傳統上屬於非商業性（英语：Non-commercial activity）的大眾媒體。普通大眾可以以此頻道製作通過有線電視傳輸的電視節目內容，[6] 而頻道運營方通常不收取或只收取少量費用。本地原創電視內容通常有關本地社區利益，常由個人或非營利組織開發。

- 教育近用電視：

- 政府近用電視

- 租賃近用電視（英语：Public-access Television）

- 地方近用電視

- 混合頻道

## 國際概況

### 臺灣
臺灣于1993年通过《有線廣播電視法》，并规定有線電視業者必須无偿提供十分之一以上頻道为公益性、藝文性、社教性的節目使用，2004年，正式规定所有有线电视的第三频道须作为公用頻道，在地學校、團體、事業或個人都可以申请使用。

## 主要頻道
| - 波士頓鄰里電視網 - 布朗克斯電視網 - 芝加哥近用電視聯播網 - 公民電視台 - 聖荷西創意電視台 - 曼哈頓鄰裡電視網 | - 北岸電視台 - 皇后區公共電視台 - 西雅圖社區近用電視網 - 三谷社區電視台 - WSTO電視台 - 約克社區近用電視台 |

## 延伸閱讀
- . 紐約時報 (紐約市: 紐約時報公司). 1994-08-14: 1-44  [2023-07-25]. （原始内容存档于2023-11-11） （英语）.

- . 華盛頓特區: 聯邦通訊委員會.   [2023-07-25]. （原始内容存档于2023-11-02） （英语）.

## 外部連接
- 社區媒體聯盟 （页面存档备份，存于）
- 馬薩諸塞州社區媒體公司 （页面存档备份，存于）——馬薩諸塞州一家倡導社區媒體發展的非營利性組織
- 歐洲社區媒體論壇 （页面存档备份，存于）
- 瑞典全國社區廣播協會 （页面存档备份，存于）
- 瑞典全國開放頻道協會 （页面存档备份，存于）